# Cyclorbiculinoides
Cyclorbiculinoides es un género de foraminífero bentónico de la subfamilia Archaiasinae, de la familia Soritidae, de la superfamilia Soritoidea, del suborden Miliolina y del orden Miliolida. Su especie tipo es Cyclorbiculinoides jamaicensis. Su rango cronoestratigráfico abarca desde el Luteciense (Eoceno medio) hasta el Priaboniense (Eoceno superior).

## Clasificación
Cyclorbiculinoides incluye a las siguientes especies:
- Cyclorbiculinoides jamaicensis †